# 조지아 민주공화국
조지아 민주공화국(조지아어: საქართველოს დემოკრატიული რესპუბლიკა 사카르트벨로스 데모크라티울리 레스푸블리카)은 현재 조지아의 옛 나라이다. 1918년부터 1921년까지 존재하였으며 소비에트 연방에 합병되었다. 이 나라는 오늘날 조지아의 전신이다.

## 군사
국민방위대는 이 나라의 국토방위를 책임졌다. 이 부대는 1917년 9월 5일, 훗날 적위군으로 개칭된 노동자호위대에서 유래되었으며, 마지막으로 국민방위대로 이름이 바뀌었다. 이 부대는 가장 정치화된 구조가 특징이며, 국방부는 의회에 감독 아래에 놓여 있었다. 그것의 존재를 통하여(4년간), 국가방위대는 멘셰비키 행동파인 발리코 주겔리가 이끌어 나갔다.
조지아 민주 공화국은 정규군을 창설했다. 각 부대는 평시에도 무장하였으며, 대다수는 휴가가 있을 때에도 명령에 절대적으로 순종하였다. 만일 공화국이 위험에 처했다면, 참모들은 국가방위를 위해 불려갔으며, 무기를 제공받았고, 그들의 임지에서 성실하게 국방의 임무를 수행하였다.
조지아 군대는 제1차 세계 대전 참전 경험이 있는 장교들과 숙련된 200,000명의 병사들을 보유하고 있었으나, 정부의 국토 방위 정책은 체계적이지 못하였으며, 이는 조지아 민주 공화국이 멸망하는 원인이 되었다.

## 경제
화폐 단위로는 마네티를 사용하였다. 현재의 조지아에서는 사용하지 않는 화폐 단위이며, 라리를 화폐 단위로 사용하고 있다.

## 같이 보기
- 1920년 고리 지진
- 8월 봉기
- 아르메니아 민주 공화국
- 아제르바이잔 민주 공화국
- 조지아의 역사
- 자캅카스 민주 연방 공화국